# Koh-Lanta: El choque de los héroes
Koh-Lanta: El choque los héroes fue un reality show francés, esta es la 2.da temporada especial del reality show francés Koh-Lanta, transmitido por TF1 y producido por Adventure Line Productions. Fue conducido por Denis Brogniart y se estrenó el 26 de marzo de 2010 y finalizó el 21 de mayo de 2010. Esta temporada fue grabado en Francia, específicamente en el archipiélago de Nueva Caledonia y contó con 14 participantes. Grégoire Delachaux es quien ganó esta temporada y así obtuvo como premio € 100.000.
Esta temporada reúne a siete exparticipantes de otras temporadas de Koh-Lanta, versus siete exatletas. Los 7 exparticipantes formaran la tribu amarilla llamada; Tiac, y los 7 exatletas forman la tribu roja llamada; Malabou. Esta temporada duró 20 días.

## Equipo del Programa
- Presentadores: Denis Brogniart lidera las competencias por equipos y los consejos de eliminación.

## Participantes
| Participante                              | Edad | Tribu Original | Tribu Fusionada             | Resultado Final             |
| ----------------------------------------- | ---- | -------------- | --------------------------- | --------------------------- |
| Grégoire Delachaux Jardinero.             | 27   | Tiac           | Unificada                   | Ganador de Koh-Lanta        |
| Freddy Boucher Ingeniero.                 | 24   | Tiac           | Unificada                   | 2.° lugar de Koh-Lanta      |
| Christophe Guttatoro-Martin Cocina pizza. | 41   | Tiac           | Unificada                   | 12.doEliminado de Koh-Lanta |
| Coumba Baradji Dueña de casa.             | 27   | Tiac           | Unificada                   | 11.raEliminada de Koh-Lanta |
| Linda Alario Comerciante.                 | 38   | Tiac           | Unificada                   | 10.maEliminada de Koh-Lanta |
| Myriam Lamare Boxeadora.                  | 35   | Malabou        | Unificada                   | 9.naEliminada de Koh-Lanta  |
| Taïg Khris Animador.                      | 34   | Malabou        | Unificada                   | 8.voEliminado de Koh-Lanta  |
| Frédérique Jossinet judoca.               | 34   | Malabou        | Unificada                   | 7.maEliminada de Koh-Lanta  |
| Christina Chevry Trabaja en un hotel.     | 23   | Tiac           | Unificada                   | 6.taEliminada de Koh-Lanta  |
| Djamel Bouras Campeón de judo.            | 38   | Malabou        | Unificada                   | 5.to Eliminado de Koh-Lanta |
| Gwendal Peizerat Emprendedor.             | 37   | Malabou        |                             | 4.to Eliminado de Koh-Lanta |
| Mohamed Derradji Arquitecto.              | 29   | Tiac           | 3.er Eliminado de Koh-Lanta |                             |
| Frank Lebœuf Actor.                       | 42   | Malabou        | 2.do Eliminado de Koh-Lanta |                             |
| Betty Lise Gerente de un gimnasio.        | 37   | Malabou        | 1.ra Eliminada de Koh-Lanta |                             |

## Participantes en temporadas anteriores
| Participante         | Año  | Temporada           | Resultado       |
| -------------------- | ---- | ------------------- | --------------- |
| Grégoire Delachaux   | 2007 | Koh-Lanta: Palawan  | 11.er Eliminado |
| Freddy Boucher       | 2009 | Koh-Lanta: Palaos   | 9.no Eliminado  |
| Christophe Guttatoro | 2008 | Koh-Lanta: Caramoan | 9.no Eliminado  |
| Coumba Baradji       | 2005 | Koh-Lanta: Pacífico | 11.ra Eliminada |
| Linda Alario         | 2004 | Koh-Lanta: Panamá   | 2.° lugar       |
| Christina Chevry     | 2009 | Koh-Lanta: Palaos   | Ganadora        |
| Mohamed Derradji     | 2005 | Koh-Lanta: Pacífico | 15.to Eliminado |

## Desarrollo

### Competencias
| Episodio | Emisión             | Bienestar                      | Inmunidad          | Eliminado  | Salida |
| -------- | ------------------- | ------------------------------ | ------------------ | ---------- | ------ |
| 1        | 26 de marzo de 2010 | Malabou                        | Tiac               | Betty      | Día 3  |
| 2        | 2 de abril de 2010  | Malabou                        | Tiac               | Frank      | Día 5  |
| 3        | 9 de abril de 2010  | Tiac                           | Malabou            | Mohamed    | Día 7  |
| 4        | 16 de abril de 2010 | Malabou                        | Christina / Myriam | Djamel     | Día 10 |
| 5        | 23 de abril de 2010 | Coumba / Freddy                | Frédérique         | Christina  | Día 12 |
| 6        | 30 de abril de 2010 | Myriam / Freddy                | Myriam             | Frédérique | Día 14 |
| 7        | 7 de mayo de 2010   | Grégoire                       | Myriam             | Taig       | Día 16 |
| 8        | 14 de mayo de 2010  | Linda                          | Grégoire           | Myriam     | Día 18 |
| Episodio | Emisión             | Mensajes de prueba             | Consejo final      | Ganador    | Salida |
| 9        | 21 de mayo de 2010  | Freddy / Christophe / Grégoire | Grégoire           | Grégoire   | Día 20 |

### Jurado Final
| Participante | Puesto     | Vota por |
| ------------ | ---------- | -------- |
| Djamel       | 1° Miembro | Freddy   |
| Christina    | 2° Miembro | Freddy   |
| Frédérique   | 3° Miembro | Grégoire |
| Taig         | 4° Miembro | Grégoire |
| Myriam       | 5° Miembro | Grégoire |
| Linda        | 6° Miembro | Grégoire |
| Coumba       | 7° Miembro | Grégoire |
| Christophe   | 8° Miembro | Grégoire |

## Estadísticas Semanales
| Participante | Episodio  | Episodio  | Episodio  | Episodio  | Episodio  | Episodio  | Episodio  | Episodio  | Episodio  |
| Participante | 1         | 2         | 3         | 4         | 5         | 6         | 7         | 8         | 9         |
| ------------ | --------- | --------- | --------- | --------- | --------- | --------- | --------- | --------- | --------- |
| Grégoire     | Gana      | Gana      | Salvado   | Salvado   | Salvado   | Salvado   | Salvado   | Inmune    | Ganador   |
| Freddy       | Gana      | Gana      | Salvado   | Salvado   | Salvado   | Salvado   | Salvado   | Salvado   | 2°.Lugar  |
| Christophe   | Gana      | Gana      | Salvado   | Salvado   | Salvado   | Salvado   | Salvado   | Salvado   | Eliminado |
| Coumba       | Gana      | Gana      | Salvada   | Salvada   | Salvada   | Salvada   | Salvada   | Salvada   | Eliminada |
| Linda        | Gana      | Gana      | Salvada   | Salvada   | Salvada   | Salvada   | Salvada   | Salvada   | Eliminada |
| Myriam       | Salvada   | Salvada   | Gana      | Inmune    | Salvada   | Inmune    | Inmune    | Eliminada |           |
| Taig         | Ingresa   | Salvado   | Gana      | Salvado   | Salvado   | Salvado   | Eliminado |           |           |
| Frédérique   | Salvada   | Salvada   | Gana      | Salvada   | Inmune    | Eliminada |           |           |           |
| Christina    | Gana      | Gana      | Salvada   | Inmune    | Eliminada |           |           |           |           |
| Djamel       | Salvado   | Salvado   | Gana      | Eliminado |           |           |           |           |           |
| Gwendal      | Salvado   | Salvado   | Gana      | Eliminado |           |           |           |           |           |
| Mohamed      | Ingresa   | Gana      | Eliminado |           |           |           |           |           |           |
| Frank        | Salvado   | Eliminado |           |           |           |           |           |           |           |
| Betty        | Eliminada |           |           |           |           |           |           |           |           |

- Simbología
- Competencia en Equipos (Día 1-9)

     El participante pierde junto a su equipo pero no es eliminado.
     El participante pierde junto a su equipo y posteriormente es eliminado.
     El participante gana junto a su equipo y continua en competencia.
     El participante es eliminado, pero vuelve a ingresar.
     El participante abandona la competencia.
     El participante el eliminado por los embajadores de ambas tribus.

Competencia individual (Día 10-20)
     Ganador de Koh Lanta.
     2°.Lugar de Koh Lanta.
     El participante gana la competencia y queda inmune.
     El participante pierde la competencia, pero no es eliminado.
     El participante es eliminado de la competencia.

## Audiencias
| Episodio | Fecha de emisión      | Espectadores | Horario       |
| -------- | --------------------- | ------------ | ------------- |
| 1        | «26 de marzo de 2010» | 8.261.000    | 20:45 - 22:30 |
| 2        | «2 de abril de 2010»  | 7.300.000    | 20:45 - 22:30 |
| 3        | «9 de abril de 2010»  | 6.948.000    | 20:00 - 22:30 |
| 4        | «16 de abril de 2010» | 7.198.000    | 20:00 - 22:35 |
| 5        | «23 de abril de 2010» | 6.639.000    | 20:45 - 22:15 |
| 6        | «30 de abril de 2010» | 6.148.000    | 20:45 - 22:15 |
| 7        | «7 de mayo de 2010»   | 6.998.000    | 20:45 - 22:15 |
| 8        | «14 de mayo de 2010»  | 6.250.000    | 20:45 - 22:25 |
| 9        | «21 de mayo de 2010»  | 7.322.000    | 20:45 - 23:20 |